# Wadi es-Sebua

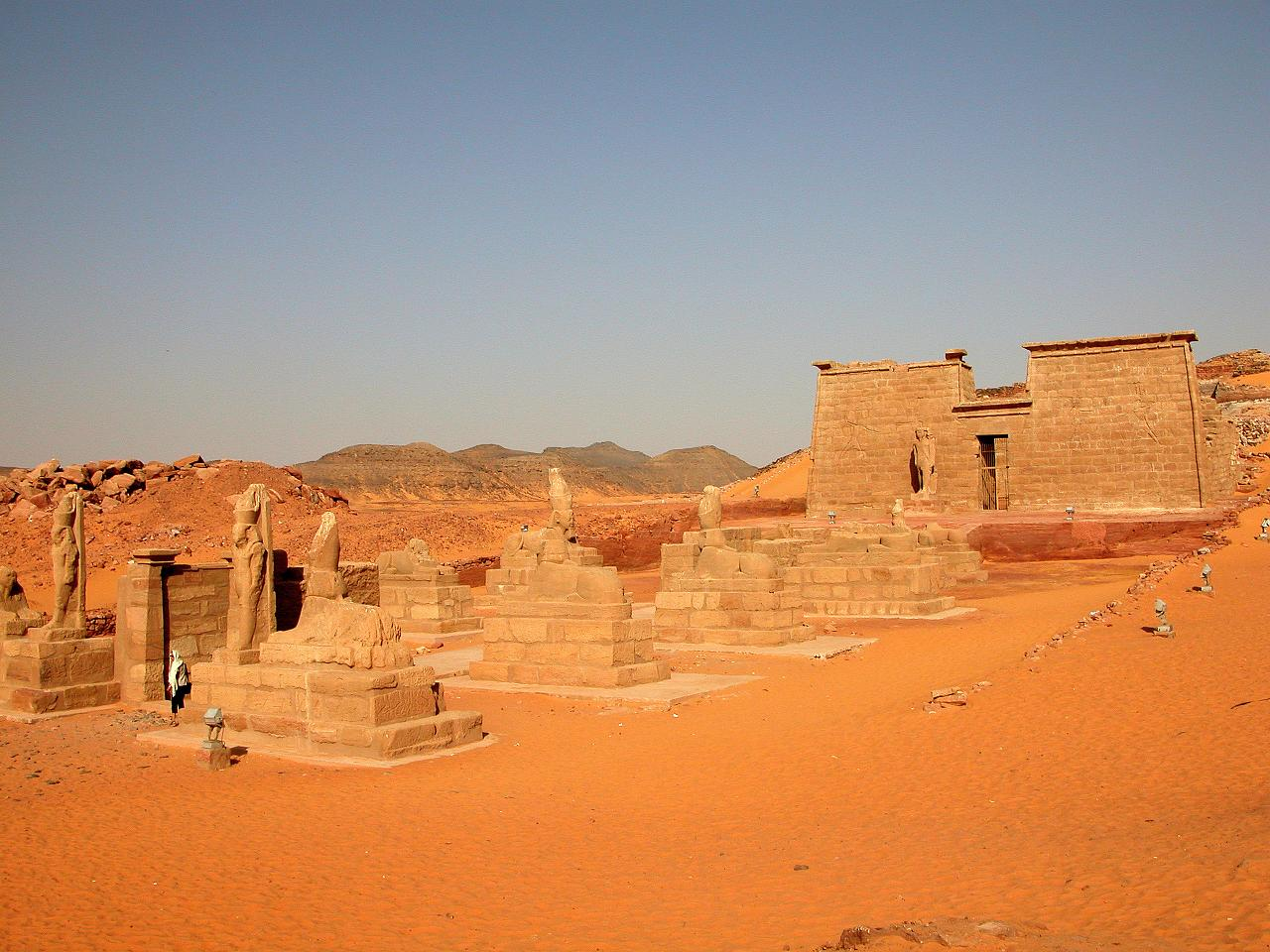
Vy över Wadi es-Sebua i Nubien

Wadi es-Sebua, eller Lejonens dal (kallad så för den sfinx-kantade entrévägen till templets förgårdar) (arabiska:  واديالسبوع, är platsen för två egyptiska tempel från Nya kungariket däribland ett klipptempel som Ramses II låtit uppföra i Nedre Nubien. Det första templet byggdes av Amenhotep III och restaurerades senare av Ramses II. I sitt första steg bestod templet av en helgedom huggen ur berget (omkring 3x2 meter) med en pylon i tegel på dess framsida, en gårdsplan och en sal, delvis dekorerad med väggmålningar." Templet var kanske tillägnat en av de lokala nubiska formerna av Horus, men avbildningarna gjordes senare om till Amon. Under Amarnaperioden attackerades bilderna på Amon och dekorationerna förföll. Ramses II lät senare restaurera och utvidga Amenhotep III:s tempel genom att uppföra nya byggnader framför pylonen.

## Amons tempel av Ramses II

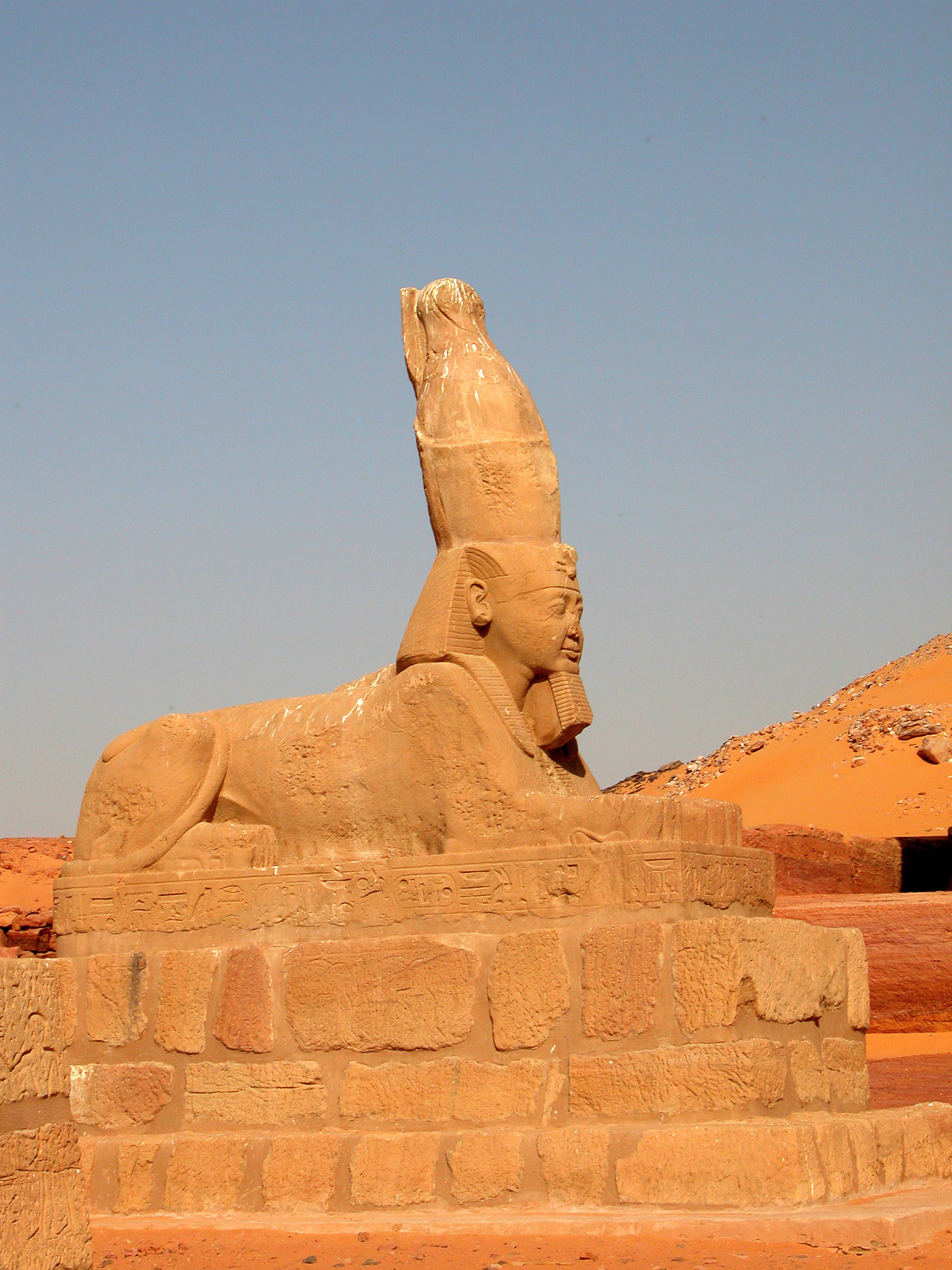
Sfinx av Ramses II från hans tempel Wadi es-Sebua

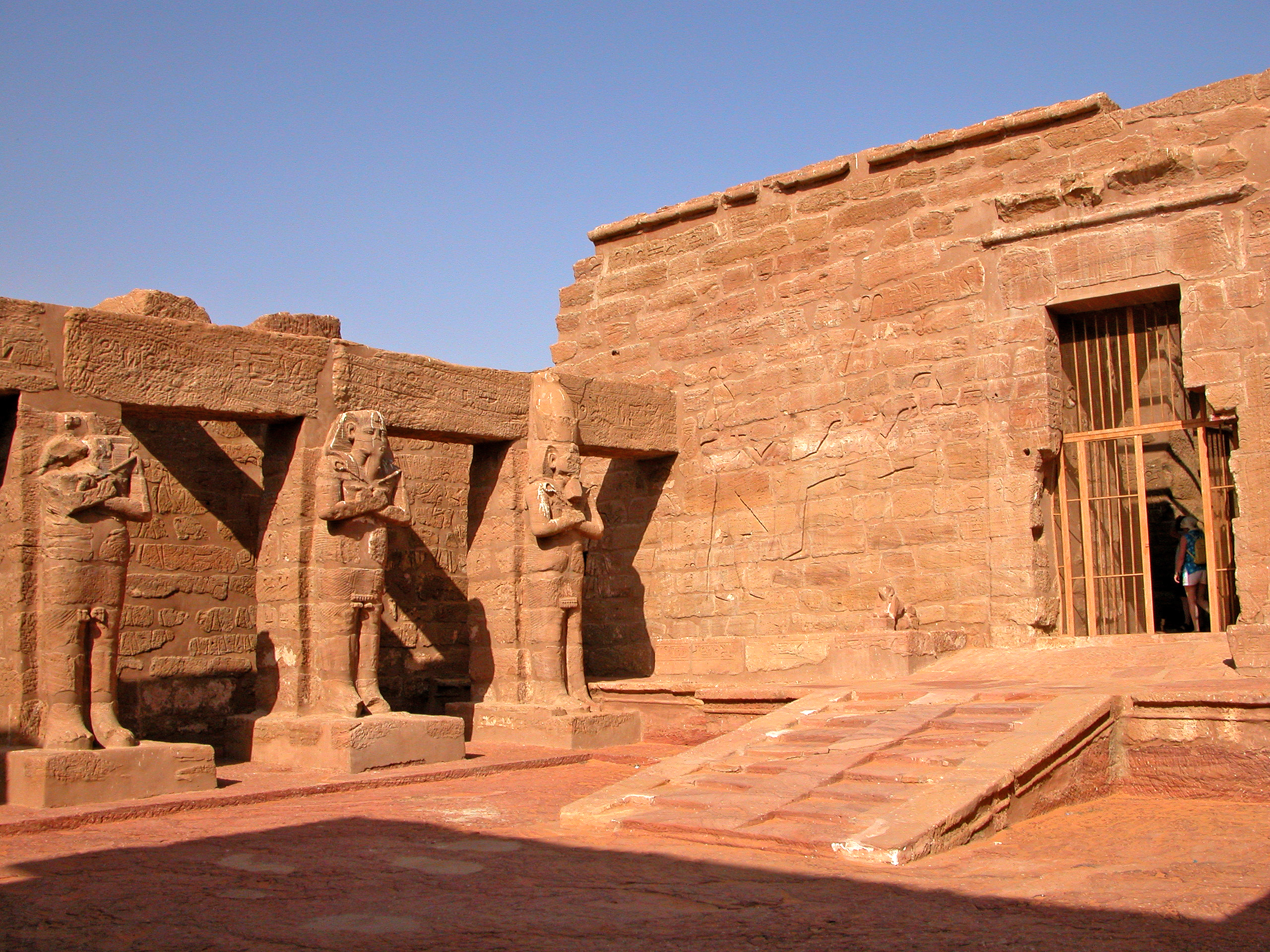
Förgården till Wadi es-Sebua

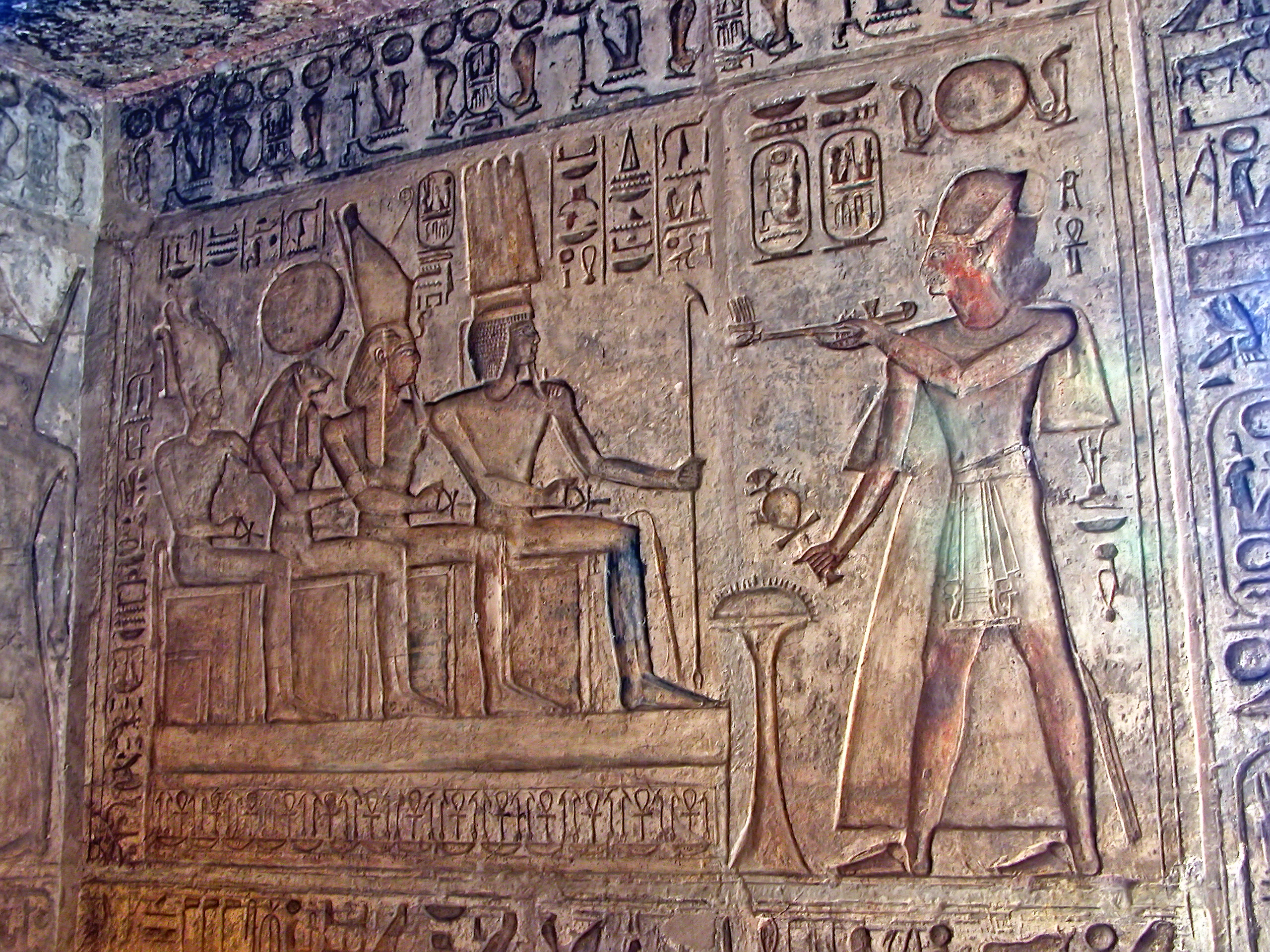
Relief av Ramses II där han offrar till gudarna i Wadi es-Sebua

Det andra större templet som byggdes i el-Sebua var känt som "Ri'amesse-meryamuns tempel [Ramesses II] i Amons domän" och byggdes ungefär 150 km nordost om Amenhotep III:s tempel. Samtida monument och avbildningar av vicekungen i Kush, Setau, tyder på att detta tempel byggdes mellan Ramses II:s 35:e och 50:e regeringsår. Setau vet man var vicekung i Kush eller Nubien mellan år 38 och 63 av denna faraos regeringstid och var ansvarig för Ramses senare nubiska tempel. Templet Wadi es-Sebua var den tredje helgedomen eller kapellet som byggdes ur berget med en förgård av sten som Ramses II reste i Nubien. Med sitt läge omkring 150 km söder om Assuen, på Nilens västra sida, fick templet sitt betydande värde staden upp nära karavanvägarna och användes av vicekungen av Kush och därför att den låg på en besvärlig sträcka på Nilen där det var svårt för båtarna att passera på grund av strömmarna. Ramses II anförtrodde skötseln av sitt projekt här till vicekungen av Nubien, Setau, som om man utgår ifrån den dåliga kvaliteten på Osiridstilen och statyerna på gårdsplanen, var tvungen att förlita sig på en "otränad arbetsstyrka, där många av dem togs från de Libyska oaserna" och  "sämre råmaterial."
Templet "Ramses beloved of Amon in the field of Amun" användes som en kaj eller stopp för båtar på väg nerför Nilen. De lokala araberna, inspirerade av sfinxerna i sten som stod på linje vid entrén till det första templet, döpte platsen till 'Wadi es-Sebua' eller Lejonens dal. Templet bestod av tre distinkta delar: två öppna gårdar dekorerade med sfinxer eller gångvägar, en stor inre gårdsplan med Osiridpelare och klipptemplet. Templet var, därför, "delvis fristående och delvis hugget ur berget."
Templet hade en gång i tiden tre pyloner. De första två var gjorda av dåligt lertegel rasade därför så småningom ihop. Endast stenporten genom dem har överlevt. Bortom det första tornet, dyker den första gårdsplanen upp med två människohövdade sfinxer åtföljda av två statyer av farao själv som ursprungligen stod på båda sidorna av gångvägen. Endast den vänstra statyn av Ramses II står kvar medan den andre statyn nu ligger i öknen. Bortom den andra pylonen finns en andra gårdsplan med fyra falkhövdade sfinxer som representerar Horus av Miam, Meha och Baki och märkligt nog Horus av Edfu där man kunde förvänta sig Horus av Buhen eftersom det är i Nubien. Mellan deras ben finns en statyett av Ramses med huvudet täckt med en nemes. På deras sockel säger Ramses på en inskription "Sedfestivalernas Herre, som hans/hennes Ptah far" vilken refererar till denna faraos önskan om ett långt liv vilket redan uttrycktes på resterna av den andra dörren:  "Ramsès-Meryamun, Sed-festivalernas herre, liksom Ptah." Alldeles innan man kommer in i tredje tornet dyker fyra enorma statyer av Ramses II upp. Endast en av dessa står upprätt idag. Den tredje pylonen är dekorerad med den vanliga egyptiska stilen av farao som slår sina fiender och offrar till gudarna, däribland han själv. När man passerat genom den tredje pylonen börjar den ur berget huggna delen med en hypostylsal bestående av 12 kvadratiska pelare:
"där de sex centrala en gång i tiden var krönta med Osiridstatyer på Kungen; dessa mejslades bort när templet gjordes om till kyrka. De ursprungliga offerscenerna på väggarna har överlevt och en del av deras ursprungliga färger."
"Förrummet har öppningar till två sidorum, två sidokapell och själva helgedomen." Även om statyerna i helgedomens nischer förstörts, avbildade de "utan tvekan Amon-Ra, Re-Harakhty och Ramses II själv." Det större templet i Wadi es-Sebua byggdes i en ganska grov nubisk stil, ett särdrag för en del av Ramses II:s större byggnadsverk.

## Förvandling till en kyrka
På 400-talet gjordes templet om till en kyrka. En del tempelreliefer täcktes med ett lager murbruk. Detta lager hjälpte till att bevara de ursprungliga relieferna till eftervärlden; de bästa exemplaren finns i helgedomen och associerade kapell i Ramses tempel där färgstarka scener avbildar Ramses tillbedja Amon-Ras och Re-Horakthys heliga båtar. Det finns även en intressant scen i den centrala nischen av Wadi es-Sebua där två statyer av Amon och Re-Horakhty stod bredvid Ramses II som hackades bort av kristna kyrkobyggare och ersattes av en bild av Petrus. När murbruket togs bort från relieferna ser man en bisarr bild där Ramses II offrar blommor till Petrus.

## Flytt av templet
När Wadi es-Sebuatemplen hotades av översvämning på grund av projektet med nya Assuandammen, monterades templet ned 1964 med stöd av USA av den Egyptian Antiquities Service. De flyttades till en ny plats endast 4 km väster om deras ursprungliga läge.
Dakkatemplet och Maharraqatemplet flyttades också och återuppbyggdes vid Nya Wadi es-Sebua.